# Kupferschwanzkuckuck
Der Kupferschwanzkuckuck (Centropus cupreicaudus) ist ein Vogel aus der Gattung der Spornkuckucke (Centropus).
Der Vogel kommt in Angola, Botswana, der Demokratischen Republik Kongo, in Malawi, Namibia, Sambia, Simbabwe und Tansania vor.
Der Lebensraum umfasst nasse Lebensräume einschließlich Grasland entlang von Gewässern, Sümpfe und Gebüsch, Schilf und Papyrus, mitunter auch angrenzende baumbestandene Flächen. Meist ist jedoch wenige hundert Meter vom Feuchtgebiet entfernt statt seiner der Spornkuckuck (Centropus senegalensis) zu finden. Der Lebensraum reicht vom Tiefland bis 1670 m in Sambia.
Früher wurde die Art als konspezifisch mit dem sehr ähnlichen Blaukopfkuckuck (Centropus monachus) angesehen.
Der Artzusatz kommt von lateinisch cupreus ‚kupferfarben‘ und lateinisch cauda ‚Schwanz‘.

## Merkmale
Diese Art ist 42 bis 52 cm groß, somit der größte Vertreter seiner Gattung und wiegt zwischen 240 und 340 g. Schnabel und Beine sind schwarz, die Iris rot bis scharlachrot. Die glänzend schwarze Kappe mit lichtem Purpurschimmer reicht bis zum Nacken und rötlich-braunen Mantel, der lange schwärzlich-braune Schwanz mit angedeuteter Bänderung hat einen namensgebenden Kupferglanz. Die Unterseite ist cremeweiß. Im Fluge fällt eine braune Flügelberandung auf. Das Weibchen ist etwas größer,
Jungvögel sind ähnlich, noch kaum glänzend, auf der oliv und nicht rötlich-braunen Oberseite gebändert und auf der Unterseite weiß gestreift, die Färbung der Kappe ist matter. Der Schwanz ist deutlicher gebändert, die Brust etwas gelbbraun.
Die Art ist monotypisch.

## Stimme
Der Ruf des Männchens wird als tiefes, laut widerhallendes Rufen „doo-doo“ beschrieben, schneller als der des Blaukopfkuckucks (Centropus monachus). Aufgrund des tieftönigen Rufes ist die Art am einfachsten zu unterscheiden.

## Lebensweise
Die Nahrung besteht hauptsächlich aus größeren Insekten, besonders Grashüpfern, auch Schnecken, Krabben, Fischen, Fröschen, Schlangen, Echsen, kleinen Nagern und Vögeln.
Die Art gilt als monogam, das Nest wird tief im Schilf oder Gras angelegt, das Gelege besteht aus 2 bis 4 Eiern.

## Gefährdungssituation
Der Bestand gilt als nicht gefährdet (Least Concern).